# N9 (Demokratische Republik Kongo)
Die N9 ist eine Fernstraße in der Demokratischen Republik Kongo, die in Bagata beginnt und in Mosanga endet. In Kilunda kreuzt sie mit der N19. Sie ist 164 Kilometer lang.